# Vilim Vasata
Vilim Vasata (* 25. April 1930 in Zagreb; † 8. Juli 2016 in Wildeshausen) war ein deutscher Werber. Er war als Art Direktor, Autor und Professor für Kommunikationsdesign tätig und prägte die deutsche Werbelandschaft ab den 1960er-Jahren.

## Leben
Vilim Vasata wurde am 25. April 1930 in Zagreb (damals deutsch Agram) geboren. Er verbrachte seine Kindheit in Zagreb und Wien. Nach dem Studium des Kommunikationsdesigns in Kiel und Essen machte er sich als Grafikdesigner selbstständig. Er war zusammen mit Günther Gahren und Jürgen Scholz Mitbegründer der Düsseldorfer Werbeagentur TEAM GmbH. & Co. KG., einer der erfolgreichsten deutschen Werbeagenturen in den sechziger und siebziger Jahren, als deren geschäftsführender Gesellschafter Vasata tätig war. Sie wurde später von dem zur Omnicom-Gruppe gehörigen, US-amerikanischen Network BBDO Worldwide übernommen. Zuerst als Chairman von BBDO Deutschland und später dann als Chairman für BBDO Europe war er bis zum Ende seiner beruflichen Laufbahn für die Gruppe tätig. Er war Initiator, Gründungsmitglied und erster Präsident des Art Directors Club für Deutschland in Düsseldorf und Präsident das Gesamtverbandes Werbeagenturen. An der Universität Essen lehrte er als Professor für Kommunikationsdesign. Vasata veröffentlichte die Bücher Radical Brand (2000) und Gaukler, Gambler und Gestalter (2010). Er starb am 8. Juli 2016 im niedersächsischen Wildeshausen.

## Ehrungen und Auszeichnungen
- 1995 Dr. Kurt Neven DuMont Medaille
- 2001 Wahl in die Hall of Fame der deutschen Werbung
- 2014 Auszeichnung für sein Lebenswerk vom Art Directors Club Deutschland